# Животный мир Астраханской области

## Общие сведения
Формирование фаунистического комплекса Прикаспийской низменности имеет продолжительную историю, насчитывающую несколько миллионов лет. На территории Астраханской области некогда простирал свои воды древний океан Тетис. С запада на восток, через юг Европы, Среднюю Азию, он соединял Атлантический и Тихий океаны. Около 30 миллионов лет назад, в третичном периоде, этот океан распался на несколько водоёмов, и на месте современных Черного, Азовского, Каспийского и Аральского морей ещё долгое время существовал большой Верхне-Сарматский водоём. Впоследствии он стал называться Меотическим, а позже — Понтическим.
В этих морях, отличавшихся довольно динамичным гидрологическим гидрохимическим режимами, сформировалась специфическая группа гидробионтов, часть из которых впоследствии осталась жить в Каспийском море, которое образовалось 2,5—3 миллионов лет назад. Так в современном Каспии оказались представители океанической и морской фауны. Остальные обитатели Сарматского и Понтического морей представлены сельдью, бычками, пуголовками, осетровыми, дрейсенами, губками, большинством десятиногих раков, мизидами и гаммаридами, кишечнополостными, гидроидным полипом рода Cordylophora, медузой рода Moerisia.
Непродолжительное время Каспийское море соединялось с Северным Ледовитым океаном. По свидетельству античных географов еще в VII веке до н. э. Каспийское море простиралось далеко на север и соединялось замёрзшим океаном. Это подтверждается присутствием в Каспии животных, так называемого «арктического комплекса». Из рыб здесь обитают белорыбица, каспийский лосось, а из морских млекопитающих — каспийский тюлень.
В разные годы из западных морей в Каспийское море проникло около 50 видов, составивших здесь так называемый средиземноморский комплекс. Это моллюски, рыбы, черви и ракообразные.
Территория области и рельеф современной дельты Волги сформировались в течение последних 14—16 тысяч лет. Море неоднократно покрывало её своими водами; затем дельта вновь осушалась. По этой причине наземные животные на территории северной части Прикаспийской низменности и дельты появились сравнительно недавно. Окончательное формирование видового состава наземной фауны происходило в течение последних 10—12 тысяч лет. Северная часть Прикаспийской низменности осушилась, и на её просторах появились растительные сообщества, а следом — насекомые, травоядные и другие группы животных.
Фаунистический комплекс животных современной дельты Волги и примыкающих территорий довольно разнообразен. Он формируется под влиянием целого ряда абиотических и биотических факторов, важнейшим из которых являются географическое положение, почвы, влажность, климат и воздействие человека. Современная фауна Астраханской области насчитывает свыше 9 000 видов. Здесь обитают водные и наземные животные: обитатели степных, полупустынных и пустынных ландшафтов.
Наиболее разнообразной по формам жизни, количеству видов и их численности, значению и роли в обменных процессах и трофических цепях биоценозов, является группа беспозвоночных животных. Они составляют почти 95 % фауны Астраханской области. На территории Астраханской области обитает около 1 200 видов простейших, 3 200 червей, многие из которых ведут паразитический образ жизни (сосальщики, моногенетические сосальщики, ленточные и круглые черви, скребни) и другие виды. Трудно представить водоёмы без микроскопических коловраток (320 видов), массы разнообразных рачков и раков (700 видов) и моллюсков (120 видов), являющихся неотъемлемым и незаменимыми компонентом биологического «механизма самоочищения аквасистем». Здесь насчитывается почти 4 500 видов членистоногих. Среди них доминируют представители отрядов жуков (570 видов), клопов (183 вида), бабочек (350 видов), перепончатокрылых (245 видов), двукрылых (280 видов), равнокрылых (165 видов).
На территории области многочисленны представители арахнофауны. Это одна из древнейших групп животных. В условиях Астраханской области обитает около 900 видов пауков, что позволяет им занимать второе место по численности среди членистоногих Астраханской области. Наиболее многочисленны среди них представители семейства Линифии (309 видов из 17 родов). Это мелкие паучки, обитающие в подстилке, почвах, мхах, траве, на кустарниках, деревьях и в жилище человека. Представители семейства Земляных пауков и Пауков-волков более крупные; на территории области их насчитывается около 80 видов. Наиболее известны самый крупный паук России южнорусский тарантул и опасный паук прикаспийских степей — каракурт из семейства Пауков-тенетников.
Из хордовых здесь встречается единственный вид класса Круглоротых — каспийская минога. Промысел её давно запрещён из-за малочисленности вида. В последние годы по решению администрации области она занесена в региональную Красную книгу.
Рыбы в пределах Волго-Каспия — довольно многочисленная группа. Если учесть, что многие из них размножаются в Волге, то разделить рыб на морских и речных не всегда представляется возможным. В целом в Волге и её дельте обитает около 100 видов и подвидов рыб, значительная часть которых представляет промысловую ценность, а многие (осетровые, лососёвые, сельдевые) являются ценнейшими объектами промысла.
Земноводные в области немногочисленны. Здесь обитает всего 4 вида из отряда бесхвостых амфибий. По территории области они распространены неравномерно. Наиболее многочисленна озёрная лягушка (Rana ridibunda) — одна из самых крупных лягушек фауны Астраханской области. Она встречается во всех типах водоёмов дельты Волги и на территории авандельты. Жаба зелёная (Bufo viridis) размножается в воде, а остальное время предпочитает проводить время вдали от крупных водоёмов. Чесночница обыкновенная (Реlobates fuscus) и обыкновенная квакша (Hyla arborea) по численности значительно уступают предыдущим видам и распространены не по всей территории области.
Довольно разнообразна группа пресмыкающихся, обитающих на территории Астраханской области. Она включает 18 видов, подразделяющихся на три отряда. Отряд змей наиболее многочислен и представлен 10 видами, отряд ящериц насчитывает 7 видов, а из отряда черепах здесь обитает лишь болотная черепаха (Emys orbicularis). Из ядовитых змей в пустынных районах изредка встречаются обыкновенный щитомордник, или щитомордник Палласа (Agristrodon halys) и гадюка степная (Vipera ursini). Почти половина (6 видов) герпетофауны области занесена в региональную Красную книгу и находятся под охраной.
В пределах водно-болотного комплекса дельты Волги встречается около 280—320 видов птиц, относящихся к 17 отрядам. Количество видов может колебаться и во многом зависит от складывающихся климатических условий того или иного года. Наиболее широко представлен отряд Воробьинообразных, объединяющий преимущественно мелких птиц и насчитывающий более 100 видов. Отряд Ржанкообразных объединяет около 50 видов. Одни из них обитают на территории области в течение всего года, прилетают только на период гнездования и, выкормив молодое потомство, улетают зимовать в южные страны. Почти половина птичьего населения водно-болотного комплекса дельты (72 вида) занесена в Красную книгу Астраханской области.
На территории области насчитывается около 60 видов млекопитающих, обитающих в водных и наземных экосистемах. Из копытных здесь встречается сайгак (Saiga tatarica), кабан (Sus scorofa), благородный олень (Cervus elaphus), европейский лось (Alces alces) и европейская косуля (Capreolus capreolus). Из отряда хищных наиболее многочисленны обыкновенная лисица (Vulpes vulpes), лисица-корсак (Vulpes corsac) и волк (Canis lupus). Разнообразны представители отряда грызунов: малый суслик (Sperinophilus pugmaeus), песчанки (Merionidinae) и другие виды. В протоках дельты Волги (изредка и в коренном русле реки) встречаются каспийский тюлень (Phoca caspica), американская норка (Mustela vison) и коренной житель дельты Волги — выдра (Lutra lutra).

## Видовой состав гидробионтов дельты Волги
В условиях Астраханской области простейшие находят благоприятные условия для жизни. С ранней весны до поздней осени в воде, взятой из ерика, ильменя или застоявшейся лужи, можно увидеть одноклеточных животных. Они копошатся вокруг предметов, беспорядочно передвигаются.
По ориентировочным подсчетам в водоёмах реки Волги обитают 1 200 видов простейших. Они являются незаменимым кормом для личинок многих рыб, насекомых, ракообразных. В настоящее время простейшие широко используются в качестве биоиндикаторов воды при санитарно-гигиеническом контроле. Многие виды как седиментаторы, питающиеся бактериями и детритом, используются в качестве одного из элементов очистных сооружений. Разработана биотехника промышленного выращивания инфузорий как биологического сырья для получения белка, белковой массы, а также в качестве корма личинок рыб на рыбоводных заводах.

## Позвоночные животные
В Астраханской области отмечено около 450 видов позвоночных животных: 1 вид круглоротых, 64 вида рыб, 4 вида земноводных, 18 видов пресмыкающихся, около 300 видов птиц и 60 видов млекопитающих.
Первичноводных позвоночных — круглоротых, рыб и земноводных объединяют в группу анамний, а пресмыкающихся, птиц и млекопитающим в группу амниот.
Круглоротые и рыбы, как и многие другие организмы, населяют естественные им различные водные местообитания.
Исходя из приуроченности рыб к определенным местообитаниям, их подразделяют на экологические группы: морских, проходных, полупроходных и пресноводных.
К группе морских рыб относятся рыбы, постоянно живущие в морской воде. У проходных рыб период роста и созревания половых продуктов приходит в море, а для размножения они поднимаются высоко в реки. Полупроходные (приустьевые) рыбы значительную часть жизни проводят в устьях рек или в опреснённых районах моря, а нерестятся в реках, однако высоко вверх по реке не поднимаются. Пресноводные (речные) рыбы, как правило, всю жизнь проводят в пресных водоёмах.
В Каспийском море обитает только один представитель класса круглоротых — каспийская минога (Caspiomyzon wagneri). Каспийская минога до наступления половозрелости живёт в море, а для икрометания входит в Волгу, Куру, Урал и Терек.
Раньше минога являлась ценным промысловым объектом. Её ловили специальными ловушками типа верш — нередами, которые сплетали из тонких прутьев. В настоящее время каспийская минога занесена в Красную Книгу Астраханской области.

### Проходные рыбы
В водоёмах Волго-Каспийского района встречается шесть видов рыб семейства Осетровых — русский и персидский осётры, белуга, севрюга, шип и стерлядь. За исключением стерляди (пресноводной рыбы), осетровые Волго-Каспийского района относятся к группе проходных рыб.
Белуга (Huso huso) является самой крупной рыбой класса Костные рыб. В 1926 году была поймана белуга длиной 424 см, весившая около 1 т. Был определён её возраст — 75 лет. Известны случаи вылова рыб массой 1,5 т. Считается, что в прошлом в Волго-Каспийском районе вылавливались особи, возраст которых превышал 100 лет.
Взрослая белуга ведёт хищный образ жизни, питается сельдью, бычками, кипи и карповыми рыбами. При искусственном оплодотворении икры белуги (самки) стерлядью (самец) получен жизнестойкий плодовитый гибрид — бестер.
Русский осётр (Acipenser gueldenstaedtii) — вторая по величине после белуги рыба Волго-Каспийского района. Она может достигать длины 230 см и массы 150 кг. Предельный возраст русского осётра в Каспийском бассейне — 50 лет; в последние десятилетия рыб в возрасте более 40 лет здесь не обнаружено.
Персидский осётр (Acipenser persicus) для нереста входит в реки Иранского побережья, а также в реки Волгу и Урал. В последние годы эффективность нереста персидского осетра в реке Волге возросла.
Шип (Acipenser nudiventris) обитает в основном в Среднем и Южном Каспии, в реку Волгу заходит редко.
Севрюга (Acipenser stellatus) отличается от других осетровых длинным мечевидным рылом. Самые крупные экземпляры могут достигать длины более 2 м и массы 80 кг.
Черноспинка (Alosa kessleri kessleri) — проходная рыба семейства Сельдевых. Черноспинку в низовьях Волги с давних времен называют бешенкой, или заломом. Народное название «бешенка» связано с тем, что в былые времена в период захода на нерест в Волгу многочисленных косяков черноспинки, отдельные особи выбрасывались на берег, то есть как бы проявляли признаки бешенства. Второе народное название сельди-черноспинки связано с размерами рыб. Если сельдь держали за голову и её хвост загибался («заламывался») за локоть, то сельдей такой величины называли заломом.
Белорыбица (Stenodus leucichthys leucichthys) — ценная промысловая рыба семейства Лососёвых. Белорыбица относится к роду белорыбицы, или нельмы (Stenodus). Масса тела самцов может достигать 7,9 кг, а самок — 11 кг. До зарегулирования стока реки Волги белорыбица совершала нерестовые миграции в верховья Волги и Камы, достигая рек Белой и Уфы. Общая протяжённость миграционных путей белорыбицы составляла около 3 000 км.
После сооружения плотины Волгоградской ГЭС нерестовые пути белорыбицы, как и других проходных рыб, ограничились последней из плотин Волжского каскада водохранилища. В новых условиях нерест белорыбицы был отмечен только вблизи плотины Волгоградской ГЭС. Эффективность нереста оказалась очень малой, и численность белорыбицы стала сокращаться. В последние годы популяция этой рыбины поддерживается в основном за счёт искусственного воспроизводства.

### Полупроходные рыбы
По количеству видов Карповые занимают первое место среди рыб Волго-Каспийского района: здесь их обитает не менее 28 видов. Среди Карповых имеются как проходные, так и пресноводные виды.
Вобла, или северокаспийская вобла (Rutilus rutilus caspicus) полупроходная рыба, обитающая в мелководной части Северного Каспия. В связи с изменениями в гидрологическом режиме и ухудшением условий естественного воспроизводства, уловы воблы резко сократились.
Восточный лещ (Abramis brama orientalis) — подвид леща обыкновенного. В 1997—2002 гг. уловы леща в Волго-Каспийском районе колебались от 13,1 до 17,74 тысяч т.
Сазан(Cyprinus carpio) в водоёмах низовьев реки Волги распространён повсеместно: обитает в ериках, ильменях, реках и других водоёмах. Численность сазана зависит от условий его воспроизводства, которые тесно связаны как с величиной речного стока, так и сроками поступления воды в период весеннего половодья. В результате селекции выведен ряд одомашненных пород сазана. Этих рыб называют карпами. Известны зеркальные, чешуйчатые, голые и многие другие породы карпов.
Обыкновенный сом (Silurus glanis) — весьма распространенная в водоёмах Волго-Каспийского района рыба семейства Сомовых. Особенно многочислен этот вид в низовьях дельты Волги. Это полупроходная pыба, но, в отличие от других полупроходных рыб (например, воблы и леща), на протяжении всего жизненного цикла сом теснее связан с водоёмами речных систем.
В водоёмах Астраханской области сом ведёт одиночный образ жизни и может вырастать до гигантских размеров. Так, на конкурс «Поймай рыбу для истории», организованный Астраханским государственным историко-архитектурным музеем-заповедником 16 июня 2003 года был представлен сом длиной 2,5 м и массой 93 кг.
Судак (Stizostedion lucioperca) — рыба семейства окунёвых. Обитает в Волге, Ахтубе, может встречаться в старицах и ильменях, в море придерживается опреснённых вод, причём в Северном Каспии встречается почти повсеместно. В 1998—2002 годах в Волго-Каспийском районе уловы судака колебались от 0,788 до 1,164 тысяч т.

### Пресноводные рыбы
Берш (Stizostedion volgensis) — пресноводная рыба семейства Окунёвых. Берш очень похож на судака, однако, в отличие от последнего, у берша клыки на челюстях отсутствуют, щеки покрыты чешуёй, и верхнечелюстная кость доходит только до середины глаза (у судака она заходит за край глаза). Максимальная длина тела берша — около 45 см, масса — 1,4 кг. 
Окунь обыкновенный (Perca fluviatilis) — обитатель пресных водоёмов Астраханской области — рек, ильменей, прудов. Особенно многочислен он в низовьях Волги. Растёт окунь быстро, достигая к концу первого года жизни в среднем 8—9 см. Окунь — хищник, поедающий молодь промысловых рыб, мелкие виды непромысловых рыб — бычков, шиповок и других. Речной окунь относится к рыбам второстепенного промыслового значения, но является одним из основных объектов любительского рыболовства.
Обыкновенная щука (Esox lucius) — пресноводная рыба семейства Щуковых. Уловы щуки в Волго-Каспийском районе относительно стабильны. В 2002 году общий вылов щуки в Волго-Каспийском районе составил 50 000 центнеров.
Стерлядь (Acipenser ruthenus) — пресноводная рыба семейства Осетровых, обитающая в реках и водохранилищах. В незначительном количестве стерлядь встречается в море, перед устьями рек. В последние десятилетия численность стерляди в реке Волге в пределах Астраханской области существенно не сокращалась.
Карась — пресноводная рыба семейства Карповых. В пресноводных водоёмах Астраханской области обитают два вида карасей — золотой и серебряный. Золотой карась является местным видом, серебряный появился в водоёмах Волго-Каспийского района примерно в 60—70-х годах XX века.
Краснопёрка (Scardinius erythrophthalmus) — рыба семейства Карповых. В Волго-Каспийском районе эта рыба встречается в ильменях, старицах, руслах рек. Особенно многочисленна краснопёрка в нижней части дельты Волги, где она является одним из самых распространённых видов.

### Рыбное население водоёмов Волго-Ахтубинской поймы, дельты и авандельты Волги
Несмотря на определённую общность (большинство водоёмов Астраханской области связаны между собой постоянно или в период половодья), состав рыбного населения отдельных районов имеет некоторые различия.
Ихтиофауна Волго-Ахтубинской поймы представлена как местными (туводными), так и полупроходными и проходными рыбами. Всего здесь насчитывается не менее 59 видов и подвидов рыб.
После перекрытия русла Волги плотиной Волгоградской ГЭС в 1958 году, лов рыбы в районе Волго-Ахтубинской поймы был ограничен.
Видовой состав рыб в промысловых уловах представлен примерно двадцатью видами: лещ, синец, густера, чехонь, берш, судак, окунь, щука, сом, краснопёрка, вобла, сазан, серушка, линь, жерех, язь, подуст, белый амур, толстолобик, белоглазка.

### Рыбное население водоёмов низовьев надводной дельты реки Волги и Волжского предустьевого взморья
Население рыб водоёмов низовьев надводной дельты и особенно её подводной части (авандельты) неоднородно по экологии отдельных видов.
Водоёмы этого района населяют постоянно или встречаются в них периодически, в период миграции, туводные, проходные и полупроходные рыбы, генетически пресноводные и эвригалинные виды морского происхождения. Всего здесь отмечен 61 вид и подвид.
Проведённый анализ видового состава рыб, пойманных сетями в авандельте Волги за период 1966—1980 гг., показал, что здесь встречается не менее 26 видов рыб, большинство из которых имеет промысловое значение. Это — черноспинка, волжская сельдь, пузанок, щука, вобла, язь, краснопёрка, жерех, линь, густера, лещ, белоглазка, сопа, чехонь, серебряный и золотой караси, сазан, сом, окунь, судак, серушка, берш, шемая, ёрш, стерлядь и осётр.
К мелким, с непродолжительным жизненным циклом рыбам низовьев дельты и авандельты относятся уклея, пескарь, малая южная колюшка, вьюн, щиповка, каспийская игла-рыба, каспийская атерина, ёрш, бычок-цуцик, каспийский бычок-песочник, каспийский бычок-кругляк, бычок-головач, бычок-бубырь, зернистая и звездчатая пуголовки.
К западу от дельты Волги сконцентрированы многочисленные ильмени, соединяющиеся между собой узкими протоками (ериками). Ильмени, расположенные вблизи дельты Волги, являются пресными озёрами и местами обитания многих видов рыб. Ихтиофауна западных подстепных ильменей несколько отличается от ихтиофауны дельты Волги и водоёмов Волго-Ахтубинской поймы. Здесь в основном обитают пресноводные рыбы щука, окунь, краснопёрка, линь, золотой и серебряный караси, густера. Обычными обитателями этих водоёмов являются также сазан, лещ, вобла, сом, жерех и судак, которых относят к полупроходным формам. Из рыб морского происхождения в западных подстепных ильменях живут и успешно размножаются каспийская игла-рыба и малая южная колюшка.